# Ленинское (Аккайынский район)
Ленинское (каз. Ленинское) — село в Аккайынском районе Северо-Казахстанской области Казахстана. Административный центр Лесного сельского округа. Находится примерно в 14 км к западу-юго-западу (WSW) от села Смирново, административного центра района, на высоте 120 метров над уровнем моря. Код КАТО — 595847100.

## История
Указом ПВС Казахской ССР от 16.08.1971 года посёлку центральной усадьбы совхоза «Ленинский» присвоено наименование село Ленинское.

## Население
В 1999 году численность населения села составляла 1702 человека (836 мужчин и 866 женщин). По данным переписи 2009 года в селе проживало 1324 человека (634 мужчины и 690 женщин).